# Jelena Igorewna Muratowa
Jelena Igorewna Muratowa (russisch Елена Игоревна Муратова, wiss. Transliteration Elena Igorevna Muratova; * 12. Dezember 1986 in Moskau) ist eine ehemalige russische Freestyle-Skierin. Sie startete in den Buckelpisten-Disziplinen Moguls und Dual Moguls.

## Werdegang
Muratowa startete im März 2004 in Krasnoe Ozero erstmals im Europacup und errang dabei den 11. Platz im Moguls. Bei den Weltmeisterschaften im folgenden Jahr in Ruka belegte sie den 22. Platz im Moguls den 17. Rang im Dual Moguls. In der Saison 2005/06 nahm sie in Tignes erstmals am Freestyle-Skiing-Weltcup teil, wobei sie den 24. Platz im Moguls errang und gewann bei den Juniorenweltmeisterschaften 2006 in Krasnoe Ozero die Bronzemedaille im Dual Moguls sowie die Silbermedaille im Moguls. Zudem holte sie drei Siege im Europacup. In der Saison 2007/08 erreichte sie mit dem 20. Platz im Moguls-Weltcup ihr bestes Gesamtergebnis. Nach fünf Platzierungen zwischen dem 26. und dem 30. Platz im Weltcup zu Beginn der Saison 2009/10 kam sie im Europacup neunmal aufs Podest. Dabei siegte sie dreimal und fuhr damit auf den zweiten Platz in der Moguls-Disziplinenwertung. Zudem wurde sie russische Meisterin im Moguls. In der Saison 2011/12 gewann sie mit vier ersten sowie zwei zweiten Plätzen die Moguls-Disziplinenwertung des Europacups. Bei den Weltmeisterschaften im März 2013 in Voss belegte sie den 20. Platz im Moguls und den 13. Rang im Dual Moguls. In der Saison 2013/14 erreichte sie mit Platz zwei im Dual Moguls in Inawashiro ihre einzige Podestplatzierung im Weltcup und absolvierte in La Plagne ihren 44. und damit letzten Weltcup, welchen sie auf dem 19. Platz im Dual Moguls beendete. Beim Saisonhöhepunkt, den Olympischen Winterspielen 2014 in Sotschi, errang sie den 21. Platz im Moguls. Die Saison beendete sie auf dem 21. Platz im Moguls-Weltcup.

## Erfolge

### Olympische Spiele
- 2014 Sotschi: 21. Platz Moguls

### Weltmeisterschaften
- 2005 Ruka: 17. Platz Dual Moguls, 22. Platz Moguls
- 2013 Voss: 13. Platz Dual Moguls, 20. Platz Moguls

### Weltcup
Muratowa errang im Weltcup einen Podestplatz.
Weltcupwertungen:
| Saison  | Gesamt | Gesamt | Moguls | Moguls |
| Saison  | Platz  | Punkte | Platz  | Punkte |
| ------- | ------ | ------ | ------ | ------ |
| 2005/06 | 95.    | 6      | 29.    | 65     |
| 2006/07 | 89.    | 3      | 31.    | 29     |
| 2007/08 | 61.    | 13     | 20.    | 131    |
| 2009/10 | 118.   | 2      | 42.    | 19     |
| 2011/12 | 162.   | 1      | 42.    | 17     |
| 2012/13 | 123.   | 7      | 23.    | 89     |
| 2013/14 | 94.    | 13     | 21.    | 147    |

### Europacup
- Saison 2009/10: 2. Moguls-Disziplinenwertung
- Saison 2011/12: 1. Moguls-Disziplinenwertung
- 23 Podestplätze, davon 10 Siege

### Juniorenweltmeisterschaften
- Krasnoe Ozero 2006: 2. Platz Moguls, 3. Platz Dual Moguls

### Weitere Erfolge
- 1 russische Meistertitel (2010 Moguls)